# Schmidtiana fuscocyanicollis
Schmidtiana fuscocyanicollis är en skalbaggsart som beskrevs av Hayashi 1992. Schmidtiana fuscocyanicollis ingår i släktet Schmidtiana och familjen långhorningar. Inga underarter finns listade i Catalogue of Life.